# Franklin, Tennessee
Franklin là một thành phố giàu có, và là một bộ phận của Quận Williamson, Tennessee, Hoa Kỳ. Nó nằm khoảng 21 dặm về phía nam của Nashville. Franklin là một trong những thành phố chính của khu vực đô thị Nashville. Kể từ năm 1980, dân số của thành phố này đã tăng gấp năm lần và dựa trên dân số ước tính năm 2016 là 74,794, Franklin được xếp hạng là thành phố lớn thứ bảy ở Tennessee.

## Lịch sử

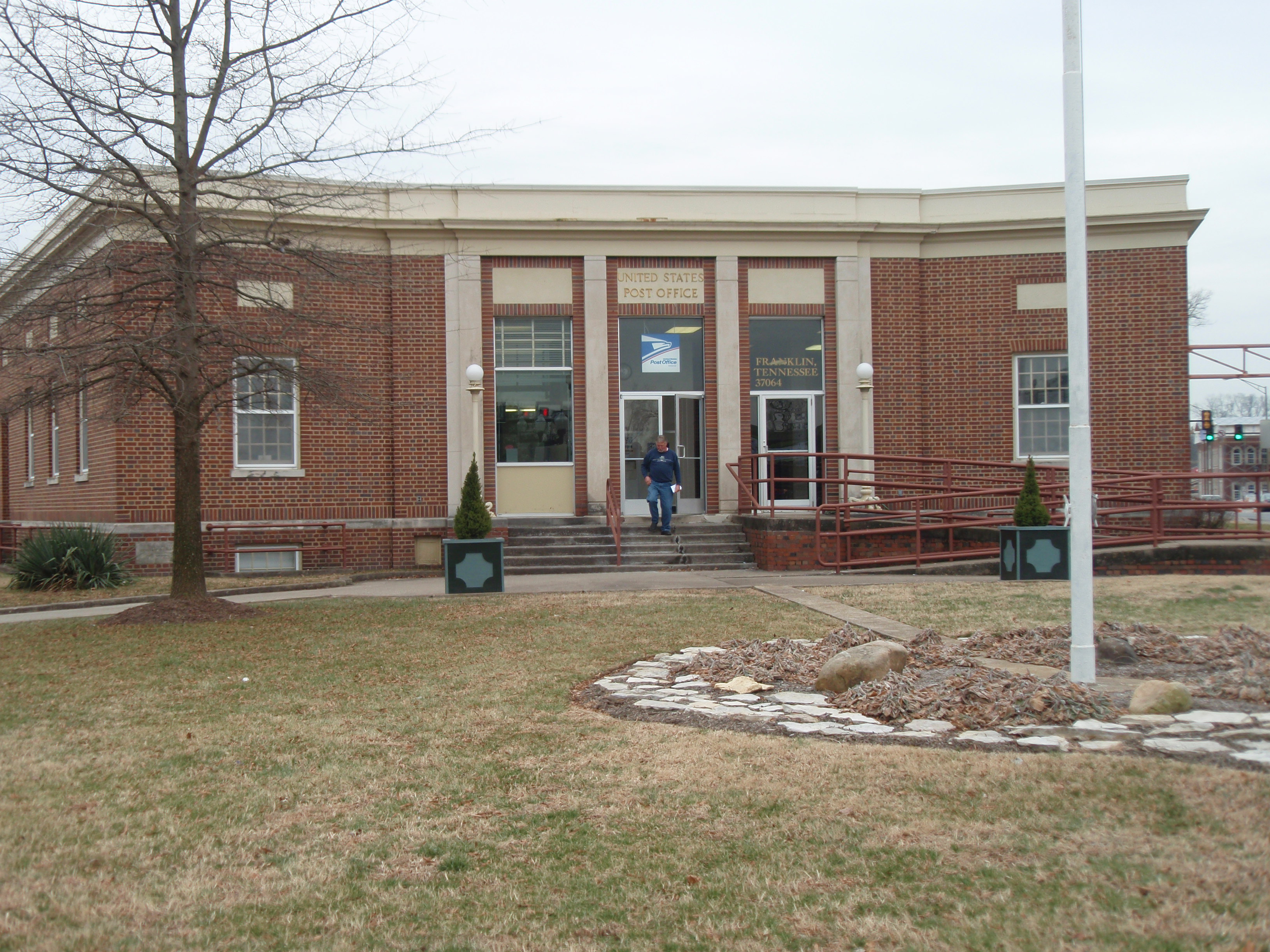
Bưu điện Franklin ở Hoa Kỳ

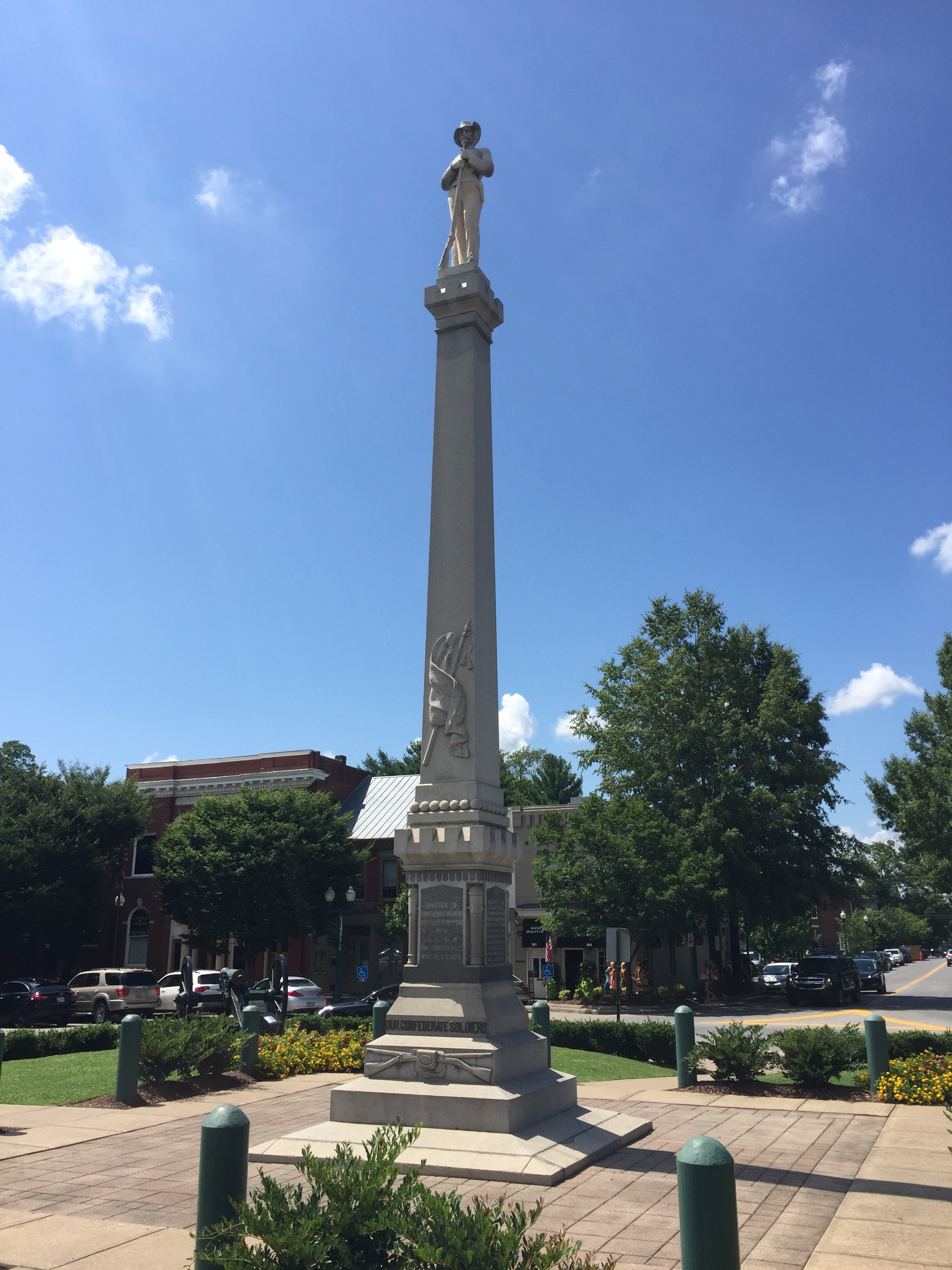
Tượng đài liên minh, được gọi là Chip.

Thành phố Franklin được thành lập vào ngày 26 tháng 10 năm 1799, bởi Abram Maury, Jr. (1766–1825), một thượng nghị sĩ bang được chôn cất cùng gia đình tại Founders Pointe. Maury đặt tên cho thị trấn này theo tên người sáng lập quốc gia Benjamin Franklin, một người bạn thân của Tiến sĩ Hugh Williamson và là một thành viên của Đại hội Lục địa.
Ewen Cameron đã xây dựng ngôi nhà kiểu Âu-Mỹ đầu tiên ở thị trấn Franklin. Cameron sinh ngày 23 tháng 2 năm 1768 tại Balgalkan, Ferintosh, Scotland. Ông di cư đến Virginia năm 1785 và sau đó đến Tennessee. Cameron qua đời ngày 28 tháng 2 năm 1846, và ông đã sống 48 năm trong cùng một ngôi nhà. Người vợ thứ hai của ông, Mary, và ông được chôn cất trong Nghĩa trang Thành phố cũ. Con cháu của ông đã sống ở Franklin liên tục từ năm 1798, khi con trai ông có tên là Duncan được sinh ra.
Trong cuộc nội chiến Mỹ, trận Franklin đã diễn ra tại thành phố vào ngày 30 tháng 11 năm 1864, dẫn đến gần 10.000 thương vong (bị giết, bị thương, bị bắt và mất tích). Bốn mươi bốn tòa nhà đã được chuyển đổi để làm bệnh viện thực địa.
Vào ngày 15 tháng 8 năm 1868 ở Franklin, Samuel Bierfield trở thành người Do Thái đầu tiên bị giết chết công khai ở Hoa Kỳ. Năm 2012, dân số ước tính là 68.280 người. Điều này giúp Franklin được xếp hạng là thành phố lớn thứ bảy trong tiểu bang. Nhiều cư dân đến đây để làm việc trong các doanh nghiệp ở Nashville.

### Lốc xoáy ngày 24 tháng 12 năm 1988
Vào sáng sớm của đêm Giáng sinh năm 1988, một người đã chết khi một cơn lốc xoáy cấp 4 tấn công thành phố.

## Địa lý
Franklin nằm ở 35 ° 55′45 ″ N 86 ° 51′27 ″ W (35.929074, -86.857402).
Theo Cục điều tra dân số Hoa Kỳ, thành phố có tổng diện tích 78,0 km² (30,1 mi²). 77,8 km² (30,0 mi²) của nó là đất và 0,2 km² (0,1 mi²) của nó (0,27%) được bao phủ bởi nước.

## Dân cư
Từ cuối thế kỷ 20, thành phố đã phát triển nhanh chóng về dân số, thu hút nhiều doanh nghiệp. Theo điều tra dân số năm 2010, thành phố này có 62.47 người (dân số của Quận Williamson là 193.595), 16.128 hộ gia đình và 11.225 gia đình cư trú trong thành phố. Mật độ dân số là 1.393,3 người trên một dặm vuông (538,0 / km2). 17.296 đơn vị nhà ở, trung bình 575,9 mỗi dặm vuông (222,4 / km2). Tỷ lệ thành phần chủng tộc của thành phố là 84,53% người da trắng, 10,35% người Mỹ gốc Phi, 4,84% người Latino, 1,61% người châu Á, 0,24% người Mỹ bản xứ, 0,05% người dân Thái Bình Dương, 2,17% từ các chủng tộc khác và 1,06% từ hai hoặc nhiều chủng tộc.
Trong số 16.128 hộ gia đình, 38,6% có trẻ em dưới 18 tuổi sống chung với gia đình, 56,2% là các cặp vợ chồng chung sống, 10,8% là phụ nữ đơn thân và 30,4% không phải là gia đình; 25,0% hộ gia đình được tạo thành từ các cá nhân và 5,4% có người sống một mình 65 tuổi trở lên. Quy mô hộ trung bình là 2,55 và quy mô gia đình trung bình là 3,09. Trong thành phố, dân số được phân bổ theo nhóm tuổi là 27,9% dưới 18 tuổi, 7,5% từ 18 đến 24 tuổi, 38,1% từ 25 đến 44 tuổi, 19,2% từ 45 đến 64 tuổi, và 7,4% người từ 65 tuổi trở lên. Độ tuổi trung bình là 33 tuổi. Cứ 100 nữ giới thì có 93,6 nam giới. Cứ 100 nữ giới từ 18 tuổi trở lên thì có 90,2 nam giới.
Thu nhập trung bình cho một hộ gia đình trong CDP là $ 75,871, và cho một gia đình là $ 91,931. Nam giới có thu nhập trung bình là $ 66,622 và $ 43,193 đối với nữ giới. Thu nhập bình quân đầu người cho CDP là $ 36,445. Khoảng 5,0% gia đình và 7,0% dân số sống dưới mức nghèo khổ, trong đó có 9,2% là những người dưới 18 tuổi và 6,9% là những người 65 tuổi trở lên. Ít hơn 5,0% lực lượng lao động đủ điều kiện bị thất nghiệp.

## Chính phủ
Thành phố được điều hành bởi một thị trưởng, người được bầu với số phiếu nhiều nhất trong thành phố và một hội đồng gồm tám ủy viên hội đồng thành phố, bốn người được bầu từ các quận, và bốn người được bầu với số phiếu cao. Họ được bầu cho một nhiệm kỳ bốn năm. Chính sách và thủ tục của thành phố được quyết định bởi Hội đồng Thị trưởng và các ủy viên hội đồng thành phố. Nghị quyết, Pháp lệnh, và Bộ luật thành phố được thực hiện bởi các phòng ban khác nhau của thành phố. Chúng gồm: Quản trị, Xây dựng và Dịch vụ Vùng lân cận, Kỹ thuật, Tài chính, Phòng cháy, Nhân sự, Công nghệ thông tin, Luật, Lập kế hoạch và Bền vững, Công viên, Cảnh sát, Vệ sinh và Dịch vụ Môi trường, Đường phố và Quản lý Nước. 14 phòng ban này được giám sát bởi Quản trị viên thành phố.

## Kinh tế
Thành phố Franklin là nơi có các doanh nghiệp liên quan đến dịch vụ chăm sóc sức khỏe gồm HealthSpring, Clarcor, Hệ thống y tế cộng đồng, Healthways, Chăm sóc người cao niên, MedSolutions Inc và Renal Advantage Inc. Ngoài ra, Magazines.com, Provident Music Group, World Christian Broadcasting, Mid-States của Atmos Energy, và trụ sở Bắc Mỹ của Nissan ở Franklin. Sự phát triển trong tương lai ở đây bao gồm việc xây dựng nhà máy sản xuất Trung Quốc của Công ty Triangle Tire ở Trung tâm Dover, và việc chuyển trụ sở chính của công ty CKE Restaurants sang Công viên Two Franklin ở Cool Springs.

## Lễ hội

### Lễ hội đường phố chính
Lễ hội đường phố chính của Franklin là một lễ hội đường phố mang đến hơn 200 nghệ nhân, bốn sân khấu, hai lễ hội và hai khu ẩm thực ở Quảng trường Franklin lịch sử và Khu trung tâm thành phố. Các gian hàng nghệ thuật và hàng thủ công của lễ hội này nằm tải dài từ Đại lộ một đến mười lăm.

### Lễ hội rượu vang đường phố
"Wine Down Main Street" là một sự kiện nếm rượu vang độc đáo thu hút hơn 2.000 người tham dự ở Phố chính lịch sử, Franklin vào ngày thứ Sáu đầu tiên trong tháng Mười Một. Sự kiện thường niên này là một lợi ích cho câu lạc bộ Boys & Girls và các câu lạc bộ Franklin, Fairview ở miềnTrung Tennessee. 

### Pumpkinfest
Pumpkinfest của Franklin là một buổi quyên góp hàng năm cho Tổ chức Di sản Franklin và quận Williamson, được tổ chức hàng năm vào thứ Bảy trước lễ Halloween. Các hoạt động theo chủ đề Halloween bao gồm âm nhạc, giải trí cho trẻ em, nghệ nhân địa phương và đồ ăn. 